# Rolf Opitz (Politiker)
Rolf Opitz (* 3. August 1929 in Weißig bei Freital; † 11. Mai 2006) war ein deutscher Politiker (SED).

## Leben
Opitz, Sohn eines ungelernten Arbeiters und einer Wäschereiarbeiterin, besuchte die Volks- und Berufsfachschule und absolvierte eine Lehre als Verwaltungsangestellter bei der AOK in Freital und bei der Sozialversicherungskasse in Dresden.
1945 wurde Mitglied der KPD und der FDJ. Er war zunächst FDJ-Funktionär und 1948/49 Abteilungsleiter in der Sozialversicherungsanstalt Dresden und dann von 1949 bis 1951 Pressereferent im Ministerium für Volksbildung bzw. Mitarbeiter im Ministerium für Gesundheitswesen der Landesregierung Sachsen. 1951 war er als Personalleiter bei der Deutschen Handelszentrale in Dresden tätig.
Von 1952 bis 1955 studierte er an der Deutschen Akademie für Staats- und Rechtswissenschaft in Potsdam. Sein Studium schloss er als Jurist ab und wirkte anschließend 1955/56 als stellvertretender Vorsitzender des Rates des Kreises Görlitz, 1956/57 als stellvertretender Leiter der Organisations-Instrukteur-Abteilung beim Rat des Kreises Dresden und von 1957 bis 1959 als Sekretär und Erster Stellvertretender Vorsitzender des Rates des Kreises Riesa. Von 1959 bis 1962 war er Vorsitzender des Rates des Kreises Freital und von 1962 bis 1969 Erster Stellvertretender Vorsitzender des Rates des Bezirkes Dresden sowie Abgeordneter des Bezirkstages. 
Von 1969 bis 1971 fungierte er als stellvertretender Minister für die Anleitung und Kontrolle der Bezirks- und Kreisräte und von 1972 bis 1974 als stellvertretender Leiter der Instrukteurabteilung beim Vorsitzenden des Ministerrates der DDR. 
Vom 11. Februar 1974 bis zu seiner Abberufung am 21. Dezember 1989 war Opitz schließlich – als Nachfolger von Erich Grützner – Vorsitzender des Rates des Bezirkes Leipzig. Gleichzeitig war er vom 10. Februar 1974 bis Dezember 1989 Mitglied des Sekretariats der SED-Bezirksleitung und von 1976 bis 1989 Abgeordneter des Bezirkstages.

## Auszeichnungen
- Vaterländischer Verdienstorden in Bronze (1970), in Silber (1975) sowie in Gold (1984)
- Artur-Becker-Medaille in Gold (1980)[2]
- Ehrenspange zum Vaterländischer Verdienstorden in Gold (1989)